# Хыйтэдал, Сара
Сара Магдалена Хыйтэдал(ошиб. Скиттедал) (швед. Sara Magdalena Skyttedal; род. 6 августа 1986, округ Стокгольм, Швеция) — шведский государственный и политический деятель, член шведской партии христианских демократов (КД). Она была депутатом Европейского парламента после выборов 2019 года. В Европейском парламенте она возглавляет делегацию по Ираку и является членом комитета энергетической промышленности. Она также является членом партийного совета KD.
Ранее Хыйтэдал был председателем профсоюза Христианско-демократической молодёжной ассоциации (KDU) в 2013—2016 годах и членом муниципального совета в Линчепинге в 2016—2019 годах. В 2011—2015 годах она также была вице-президентом Европейской народной партийной молодёжной ассоциации (YEPP).

## Биография
Хыйтэдал выросла в квартире в районе Брандберген, построенным по т. н. «программе Миллиона» в муниципалитете Ханинге, к югу от Стокгольма. Её родители развелись, когда ей было десять лет, а её отец переехал за границу. Мать работала няней, но иногда была безработной и часто болела. Сара назвала себя очень замкнутой в подростковом возрасте и имела социофобию.
В старших классах она работала уборщицей на финских кораблях Она также работала в качестве инструктора в одном из тренажёрных залов..
Сара поступила Стокгольмском университет и изучала там политологию и экономику с 2007 по 2010 год. Однако она не окончила университет Она также посещала курсы истории, публичного права и риторики в Седертёрнском университете в 2006—2007..
Хыйтэдал является сторонником республиканцев в Соединённых Штатах. Она была в Соединённых Штатах и проводила кампанию за кандидата в президенты от республиканцев Митта Ромни на президентских выборах 2012 года против действующего президента Барака Обамы. Она также участвовала в Республиканском национальном съезде перед президентскими выборами 2016 года. Во время республиканских первичных выборов 2016 года она поддерживала Марко Рубио.
Хыйтэдал участвовала в конкурсе Мисс Швеция в 2006 году. Она была одним из 15 финалистов конкурса.

## Политическая карьера

### Ранняя карьера
Хыйтэдал вступила в ряды христианских демократов, а именно в её молодёжной ассоциации KDU в сентябре 2002 года, когда ей было 16 лет. Она разделяла политику усиления полиции и более суровыми наказаниями, из-за её детства в Брандбергене с высоким уровнем преступности. Она также говорит, что ей понравилась семейная политика партии, и что нуклеарная семья была прекрасной мечтой для неё, ребёнка из неполной семьи.

В марте 2004 года Сара стала председателем местного отдела Христианско-демократической молодёжной ассоциации в Ханинге и представителем районного отдела KDU в округе Стокгольм. В течение 2007—2011 годов она также была членом Федерального совета Христианско-демократической молодёжной ассоциации. С мая 2011 года по май 2015 года она была вице-президентом Молодёжной лиги Европейской народной партии (YEPP). 

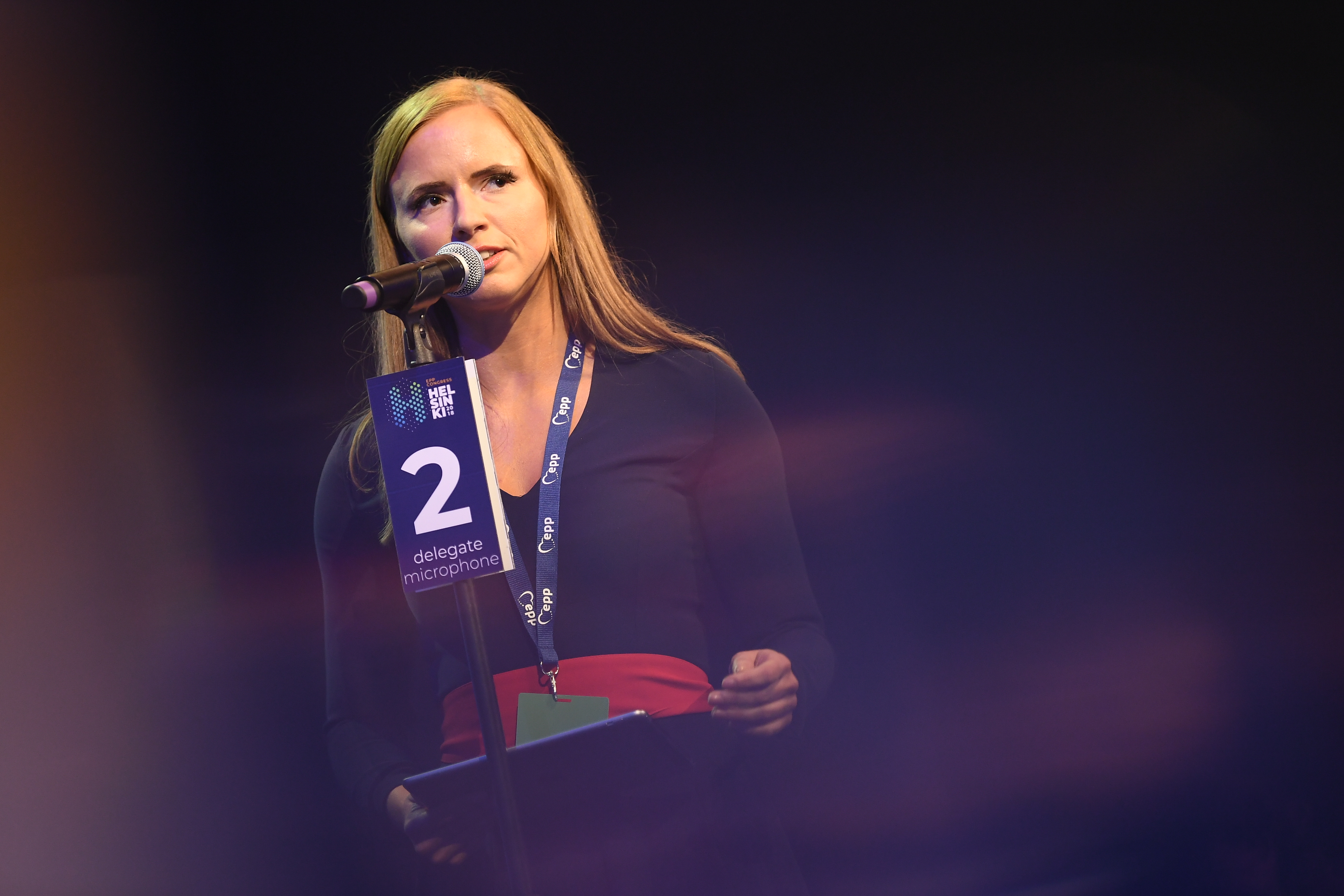
Skyttedal выступает с речами на съезде европейской партийной группы EPP в Хельсинки в ноябре 2018 года.

На выборах 2010 года она была избрана в муниципальный совет в Ханинге. На выборах в Европейский парламент в 2009 и 2014 годах она была одним из кандидатов христианских демократов, а на выборах 2010 года она баллотировалась от христианских демократов в округе Стокгольм.
1 октября 2016 года Skyttedal вступил в должность муниципального советника в муниципалитете Линчёпинга.

### Председатель Христианско-демократической молодежной ассоциации
11 мая 2013 года Хыйтэдал была избрана председателем Христианско-демократической молодёжной ассоциации. В связи с этим она также стала членом партийного совета христианских демократов. На политической арене она выступала с такими идеями, как усиление наказания за насильственные и сексуальные преступления, про-европейская политика и политика гендерного равенства . Во время предвыборной кампании в августе 2014 года Хыйтэдал написала заметную статью о миграционной политике в DN Debate, где она заявила, что существует ограничение на количество беженцев, которое Швеция может принять в краткосрочной перспективе. Многие политики начали критиковать Сару, высказываясь, что было бы негуманно уменьшать количество людей, которым можно предоставить убежище и что нехватку жилья можно было бы решить, заставив муниципалитеты решать эту проблему.
В июле 2016 года Хыйтэдал объявила, что подаст в отставку с поста председателя Христианско-демократической молодёжной ассоциации на национальном собрании этой осенью. Она ушла в отставку 30 октября 2016 года, и её сменил Кристиан Карлссон.

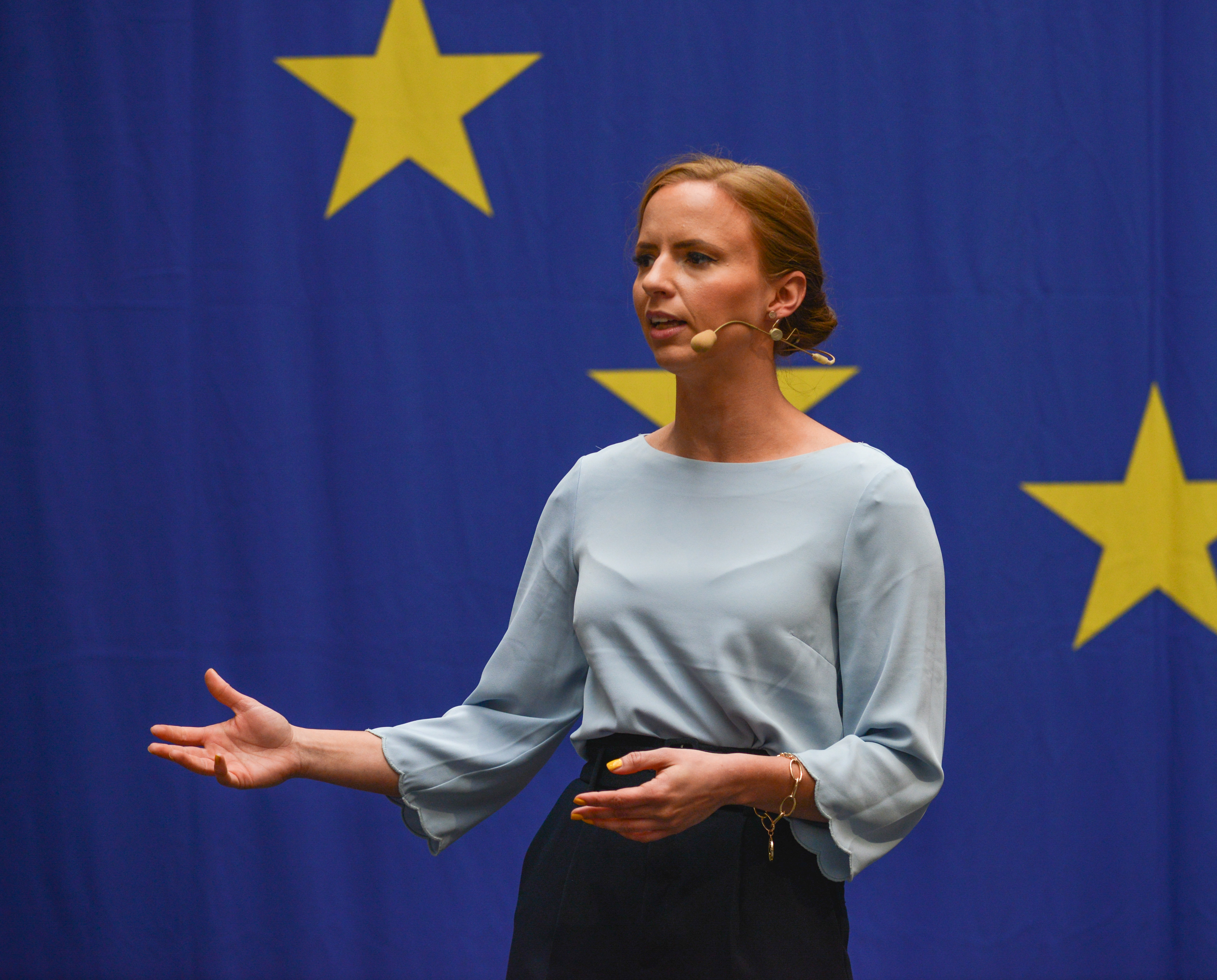
Сара Скиттедал проводит предвыборную кампанию в центре Стокгольма в преддверии выборов в ЕС в 2019 году.

### Европарламент
Хыйтэдал был главным кандидатом христианских демократов на европейских выборах 2019 года . Среди прочего, она боролась за введение социальных опор, за принцип субсидиарности и за усиление наднационализма. Она стала европейским парламентарием (как один из двух членов христианских демократов, другой — Дэвид Лега) после того, как партия христианских демократов получила 8,6 процента голосов на выборах. Имея 8,6 процента голосов, партия христианских демократов провела свои лучшие европейские выборы за все время.
26 сентября 2019 года Сара была избран председателем делегации по Ираку. Таким образом, она стала первым шведским христианским демократом, получившим кресло в Европейском парламенте.
Она также является постоянным членом отраслевого комитета, где занимается вопросами энергетики, исследованиями и в целом вопросами, связанными с отраслевым законодательством. Она также является заместителем члена Комитета по занятости и социальным вопросам и делегации по связям со странами Магриба и Союзом арабского Магриба, включая Объединённые парламентские комитеты ЕС-Марокко, ЕС-Тунис и ЕС-Алжир.